# 西部電視台

西部電視台播出地區

西部電視台（Westcountry Television）是英國獨立電視網的特許經營權持有者之一，播出地區包括西南英格蘭的康沃爾郡、德文郡、錫利群島、索美塞特郡南部和西部、多塞特郡西部。西部電視在1993年1月1日接替西南電視台成為西南英格蘭的獨立電視網特許經營業者，後被卡爾頓電視收購，改名為卡爾頓西部（Carlton Westcountry）。在英格蘭及威爾斯各地的獨立電視網業者統一改用ITV名義播出後，卡爾頓西部再更名為ITV西部（ITV Westcountry）。現在的ITV西部的播出地區包括了過去西部電視的全部播出地區，

## 外部連結
- itv.com上《ITV West Country 》的資料